# Portugal nos Jogos Olímpicos de Verão de 1980
Portugal participou dos Jogos Olímpicos de Verão de 1980 na cidade de Moscou, na então União Soviética. Nesta edição o país não teve medalhistas.